# سيمون غان
سيمون غان (بالإنجليزية: Simon Gunn)‏ هو لاعب اتحاد الرغبي نيوزلندي، ولد في 27 فبراير 1977.